# Mombello di Torino
Mombello di Torino – miejscowość i gmina we Włoszech, w regionie Piemont, w prowincji Turyn.
Według danych na rok 2004 gminę zamieszkiwało 395 osób, 98,8 os./km².